# Подленже (Велицький повіт)
Подленже (пол. Podłęże) — село в Польщі, у гміні Неполомиці Велицького повіту Малопольського воєводства.
Населення — 2095 осіб (2011).

## Демографія
Демографічна структура станом на 31 березня 2011 року:
|          | Загалом | Допрацездатний вік | Працездатний вік | Постпрацездатний вік |
| -------- | ------- | ------------------ | ---------------- | -------------------- |
| Чоловіки | 1004    | 228                | 685              | 91                   |
| Жінки    | 1091    | 196                | 673              | 222                  |
| Разом    | 2095    | 424                | 1358             | 313                  |